# Seleção Brasileira de Basquetebol Feminino
A Seleção Brasileira de Basquetebol Feminino é a equipe oficial que representa o Brasil nas principais competições e torneios internacionais, como os Jogos Olímpicos, Campeonatos Mundiais, Jogos Pan-Americanos e outros torneios de basquete .

## Equipe
A equipe nacional de basquete feminino do Brasil é formada por algumas das jogadoras mais talentosas do país, que enfrentam adversários de elite em competições internacionais. Reconhecida por seu estilo de jogo veloz e habilidades individuais excepcionais, muitas atletas brasileiras têm se destacado em ligas profissionais de basquete em todo o mundo .

## História
O primeiro resultado de destaque mundial aconteceu em 1971 no Mundial, realizado no Brasil, as brasileiras conquistaram a medalha de bronze ao fazer a terceira melhor campanha na fase final atrás de Tchecoslováquia (medalha de prata) e União Soviética (medalha de ouro).
Em Barcelona 1992, o basquete feminino do Brasil participou de sua primeira Olimpíada ficando em 7º lugar, desde então as brasileiras só não estiveram presentes nos Jogos Olímpicos de Tóquios, que foram disputados em 2021 por causa da pandemia da covid-19.
Em 1994, no Mundial da Austrália, o Brasil treinado por Miguel Ângelo da Luz, contava em seu time com jogadoras jovens como Janeth, Alessandra e Helen, e as líderes e experientes Magic Paula e Hortência. A conquista do campeonato mundial de basquete 1994, foi a maior da história do basquete feminino e a maior do basquete brasileiro desde os títulos mundiais da seleção masculina em 1959 e em 1963. Essa vitória no Mundial de Basquete de 1994 colocou  fim ao domínio dos Estados Unidos e da União Soviética (que deixou de existir no final de 1991). Até então Estados Unidos e a União Soviética eram as únicas seleções a serem campeãs da Copa do Mundo de Basquete Feminino. Nas semifinais a seleção brasileira venceu os Estados Unidos por 110 a 107 e na grande final venceu a China por 96 a 87 conquistando a medalha de ouro para o Brasil. O Brasil teve três das cincos jogadoras com maiores médias de pontos por partida da competição. Hortência foi a cestinha da competição, com média de 27,6 pontos por partida, Janeth ficou em terceira com 23,3 pontos por partida e Magic Paula foi a quinta com 19,8 pontos por partida.
Em Atlanta 1996, o Brasil então campeão mundial chegou de forma invicta a grande final e teve como adversária na disputa pela medalha de ouro a seleção dos Estados Unidos que também chegou invicta a final. As norte-americanas venceram o jogo pelo placar de 111 a 87 e o Brasil conquistou a medalha de prata, a primeira medalha olímpica do Brasil no basquete feminino.
Em 1998, no Mundial realizado na Alemanha, as brasileiras tentaram defender o título conquistado em 1994 na Austrália, chegaram perto mas foram superadas pelos Estados Unidos por 93 a 79 na semifinal e na disputa pela medalha de bronze perderam para a Austrália por 72 a 67 e terminaram em quarto lugar.
Em Sydney 2000, as brasileiras fizeram uma campanha regular na fase de grupos, na fase semifinal perderam para a Austrália por 64 a 52, mas garantiram um lugar no pódio ao derrotar a Coreia do Sul por 84 a 73 na disputa pelo terceiro lugar.
Em 2002, no Mundial realizado na China, as brasileiras fizeram uma boa campanha na primeira e na segunda fase perdendo apenas um dos seis jogos disputados, mas foram derrotadas pela Coreia do Sul nas quartas de final por 71 a 70 terminando em sétimo lugar. O Campeonato Mundial de 2002 foi o único grande torneio internacional em que o Brasil não figurou entre as quatro primeiras colocadas no período entre 1994 até 2006.
Em Atenas 2004, as brasileiras mais uma vez estiveram entre as quatro melhores seleções olímpicas, mas desta vez não conseguiu subir ao pódio: as derrotas para a Austrália por 88 a 75 na semifinal e para a Rússia por 71 a 62 na disputa pela medalha de bronze deixaram o Brasil na quarta colocação.
Em 2006, no Mundial disputado no Brasil, embora tenham feito uma campanha regular, as brasileiras mais uma vez chegaram no seleto grupo das quatro melhores seleções do mundo, o Brasil perdeu na semifinal para a Austrália por 88 a 76 e perdeu a disputa pela medalha de bronze para os Estados Unidos por 99 a 59, finalizando em quarto lugar, sendo este o mais recente resultado de destaque em competições a nível mundial até então.
Em Pequim 2008, o Brasil venceu apenas um jogo na fase de grupos, não conseguiu avançar à fase de quartas de final e terminou em 11º lugar.
Nos Mundiais de 2010 e de 2014, mesmo tendo avançado para a segunda fase, as brasileiras não conseguiram ficar entre as oito melhores seleções do mundo terminando respectivamente em 9º e 11º lugar.
Em Londres 2012, o Brasil fez a mesma campanha de 2008: venceu apenas uma das cinco partidas disputadas na fase de grupos e terminou em 9º lugar.
Na Rio 2016, o Brasil participou de sua sétima Olimpíada. A exemplo de 2008 e 2012 foi eliminada ainda na primeira fase, mas desta vez sem conquistar nenhuma vitória.
Não participou do Campeonato Mundial em 2018 por ter terminado a Copa América Feminina de 2017 em quarto lugar, sendo a segunda vez na história que o Brasil ficou de fora do Mundial Feminino de Basquete.
Em Tóquio 2020, o Brasil pela primeira vez ficou fora da competição ao não conseguir uma das três últimas vagas restantes no pré-olímpico mundial.
Em 2023 a Seleção Brasileira bateu os Estados Unidos e venceu a Copa América após 12 anos. Além do fim do jejum, o triunfo por 69 a 58 reacende as esperanças de vaga olímpica para o Brasil. Com o troféu, o Brasil se isola como maior vencedor da Copa América Feminina com seis troféus  (1997, 2001, 2003, 2009, 2011 e 2023). Durante a competição a equipe brasileira terminou de forma invicta, com sete vitórias - duas delas sobre as americanas, sendo a primeira ainda na fase de classificação. A seleção venceu Cuba por 92–53 na primeira rodada da fase de grupo, depois a Venezuela por 90-76, Argentina com placar apertado por 56-55 e na última rodada da fase de grupos as Americanas por 67-54. Nas quartas de final o Brasil venceu o México por 83-61. Na semifinal as Canarinhos derrotaram Porto Rico por 85-74.
Em 29 de outubro de 2023, a seleção brasileira feminina de basquete conquistou a medalha de ouro nos Jogos Pan-Americanos de Santiago, no Chile. O Brasil venceu a Colômbia por 50 a 40 e se sagrou campeã dos jogos pela quinta vez na história. O Brasil terminou o Pan com 100% de aproveitamento. A Seleção Brasileira debutou com vitória sobre o México (77 a 54) em 25 de outubro, com destaque para Vanessa Fausto, a Sassá, e Maria Albiero, cestinhas da partida (12 pontos cada), atropelou a Venezuela (94 a 47) o time mostrou uma grande variedade ofensiva, com cinco atletas fazendo pelo menos 10 pontos, a cestinha da partida foi a pivô Érika, que ficou perto de um duplo-duplo, com 14 pontos e 9 rebotes. Ainda superou a Colômbia (78 a 57), que viria a ser sua adversária na decisão, as principais destaques brasileiras foram: Érika com 14 pontos e 8 rebotes, Sossô com 13 pontos, Licinara e Carina com 11 pontos e, depois, Sassá com 9. Na semifinal, bateu a Argentina, por 77 a 57, carimbando a vaga na final para reencontrar as colombianas. Com 19 pontos, Leila Zabani foi a cestinha brasileira e do jogo.
Em busca da vaga em Paris 2024, o Brasil sediou um dos torneios pré-olímpicos em Belém, enfrentando as seleções da Austrália, Sérvia e Alemanha. Acabaria eliminada perdendo os três jogos.

## Categorias de Base
O Brasil teve uma campanha de destaque entre as seleções de base: Em 2011 no Campeonato Mundial realizado no Chile, a Seleção Brasileira Feminina Sub-19 chegou a fase semifinal perdeu para os Estados Unidos por 82 a 66, na disputa pelo terceiro lugar derrotou a Austrália por 70 a 67 e conquistou a medalha de bronze.

## Medalhas
- Jogos Olímpicos
  -  Prata (1): 1996
  -  Bronze (1): 2000
- Campeonato Mundial
  -  Ouro (1): 1994
  -  Bronze (1): 1971
- Jogos Pan-Americanos
  -  Ouro (5): 1967, 1971, 1991, 2019 e 2023
  -  Prata (4): 1959, 1963, 1987 e 2007
  -  Bronze (4): 1955, 1983, 2003 e 2011
- Copa América
  -  Ouro (6): 1997, 2001, 2003, 2009, 2011 e 2023
  -  Prata (4): 1989, 1993, 1999 e 2005
  -  Bronze (4): 2007, 2013, 2019 e 2021
- Campeonato Sul-Americano
  -  Ouro (27): 1954, 1958, 1965, 1967, 1968, 1970, 1972, 1974, 1978, 1981, 1986, 1989, 1991, 1993, 1995, 1997, 1999, 2001, 2003, 2005, 2006, 2008, 2010, 2013, 2014, 2016 e 2022
  -  Prata (6): 1946, 1952, 1960, 1977, 1984 e 2018
  -  Bronze (2): 1956 e 1962

## Elenco atual
Lista para a Copa América 2025.

## Maiores cestinhas
| No. | Nome       | Posição      | Período | Pontos | Jogos | Média |
| --- | ---------- | ------------ | ------- | ------ | ----- | ----- |
| 1   | Hortência  | Ala          | 1976-96 | 3.160  | 127   | 24,9  |
| 2   | Paula      | Armadora     | 1976-98 | 2.537  | 150   | 16,9  |
| 3   | Janeth     | Ala          | 1987-07 | 2.247  | 138   | 16,3  |
| 4   | Helen      | Ala/armadora | 1991-10 | 1.407  | 137   | 10,3  |
| 5   | Marta      | Pivô         | 1980-00 | 1.404  | 105   | 13,4  |
| 6   | Alessandra | Pivô         | 1993-10 | 1.384  | 116   | 11,9  |

Obs.: Para efeito de estatísticas a Confederação Brasileira de Basquetebol considera apenas jogos oficiais, i.e., jogos válidos pelos seguintes torneios: Campeonato Mundial, Jogos Olímpicos, Jogos Pan-Americanos, Torneio Pré-Olímpico, Copa América e Campeonato Sul-Americano.

## Jogadoras notáveis
- Adriana Aparecida dos Santos
- Adriana Moisés Pinto, a Adrianinha
- Alessandra Santos de Oliveira
- Ana Lúcia Castilho da Mota, a Ana Mota
- Angelina Bizzarro
- Benedita Analia Castro
- Cíntia Silva dos Santos, a Cíntia Tuiú
- Clarissa Cristina dos Santos
- Cláudia Maria das Neves, a Claudinha
- Cláudia Maria Pastor
- Cristina Punko
- Dalila Bulcão Mello
- Damiris Dantas
- Delcy Ellender Marques
- Elza Arnellas Pacheco
- Érika Cristina de Souza
- Fabianna Catunda Manfredi
- Graziane de Jesus Coelho
- Helen Luz
- Hortência Marcari
- Ilisaine Karen David, a Zaine
- Iziane Castro Marques
- Jacqueline Godoy
- Janeth Arcain
- Joycenara Batista
- Jucimara Evangelista Dantas, a Mamá
- Karen Rocha
- Kelly da Silva Santos
- Laís Elena - Treinadora
- Leila de Souza Sobral
- Lilian Cristina Lopes Gonçalves
- Lúcia Borges
- Magic Paula
- Maria Angélica Gonçalves da Silva, a Branca
- Maria Helena Campos, a Heleninha
- Maria Helena Cardoso
- Maria José Bertoletti, a Zezé
- Maria Paula Silva, a Magic Paula
- Marlene José Bento
- Marta de Souza Sobral
- Micaela Martins Jacintho
- Nádia Bento de Lima
- Nadir Léa Bazzani
- Neuci Ramos da Silva
- Neusa Camargo
- Nilza Monte Garcia
- Norma Pinto de Oliveira, a Norminha
- Odila Fernandes Camargo
- Patricia de Oliveira Ferreira, a Chuca
- Rosália Vasconcelos
- Roseli do Carmos Gustavo
- Ruth Roberta de Souza
- Sílvia Andrea Santos Luz, a Silvinha
- Silvia Cristina Gustavo Rocha
- Simone Pontello
- Soeli Garvão Zakrzeski, a Êga
- Solange Maria de Castro
- Suzete Pereira da Silva
- Vânia Hernandes de Souza
- Vânia Somaio Teixeira
- Zilda Ulbrich, a Coca

Em negrito as jogadoras que ainda estão em atividade.

## Treinadores
| - Antenor Horta - Antônio Carlos Barbosa - Antônio Carlos Vendramini - Ary Vidal - Carlos Colinas - Édson Ferreto | - Ênio Ângelo Vecchi - José Alves Neto - Luiz Augusto Zanon - Luiz Claudio Cicchetto Tarallo - Maria Helena Cardoso - Mário Amâncio Duarte | - Miguel Ângelo da Luz - Moacyr Brondi Daiuto - Paulo Bassul - Renato Brito Cunha - Waldir Pagan |